# Gemini Air Cargo
Gemini Air Cargo fue una aerolínea de carga estadounidense con sede en Dulles, Virginia. Operaba servicios de carga programados a nivel mundial y vuelos chárter en la modalidad de wet lease.
Sus bases principales eran el Aeropuerto Internacional de Miami y el Aeropuerto Internacional John F. Kennedy de Nueva York.

## Flota
La flota Gemini Air Cargo estaba compuesta exclusivamente en aeronaves 
McDonnell Douglas MD-11F
y
DC-10.